# 各務原市立那加中学校
各務原市立那加中学校（かかみがはらしりつ なかちゅうがっこう）は、岐阜県各務原市那加東亜町にある公立の中学校。

## 所在地
- 岐阜県各務原市那加東亜町48

## 概要
各務原市那加地区の中学校の一つである。西側には岐阜県立各務原西高等学校が、東側には各務原市立那加第二小学校がある。

### 教育目標
- 主体性[1]
  - 自ら求める
  - 鍛えやり抜く
  - 思いやる

## 沿革
「那加中学校 沿革史」（那加中学校ホームページ）を参照。
- 1947年（昭和22年）4月1日 - 稲葉郡那加町に那加町立那加中学校が開設される。那加第一小学校の校舎の一部を仮校舎とする。
  - 5月 - 校章決定。
- 1948年 (昭和23年) 5月 - 校歌制定
- 1949年（昭和24年) 10月 - 新校舎竣工落成式
  - 6月3日 - 校地を川崎航空機工業から買収する。
  - 10月10日 - 校舎完成し、移転。
- 1953年（昭和28年）2月11日 - 講堂が完成。
- 1954年（昭和29年）1月2日 - 新校舎が完成。
- 1959年 (昭和34年) 4月 - 学校給食の開始。
- 1960年（昭和35年） - 特殊学級を新設する。
- 1961年（昭和36年）
  - 4月27日 - 川崎重工業社宅跡の現在位置に新校舎（第一期、鉄筋コンクリート造）が完成。
  - 12月8日 - 新校舎（第二期）が完成。
- 1963年（昭和38年） - 稲葉郡那加町、蘇原町、鵜沼町、稲羽町が合併し、各務原市が成立。同時に各務原市立那加中学校に改称する。
- 1965年（昭和40年） - 岐阜国体のラグビーの主会場となる。
- 1977年 (昭和52年) 5月 - 那加中学校創立30周年記念式典
- 1984年 (昭和59年) 12月 - 分離校を「桜丘中学校」とする。
- 1985年（昭和60年） - 各務原市立桜丘中学校を分離する。
- 1997年 (平成9年) 11月 - 那加中学校50周年記念式典、50周年記念中庭整備事業。
- 2009年 (平成21年) 10月 - 新型インフルエンザ流行により5日間の休校措置。
- 2012年 (平成23年) 4月 - 那加中公式キャラクター『風太(ふうた)くん』登場
- 2018(平成28年) - 情報科学部の部員がARISSスクールコンタクトで、国際宇宙ステーションに長期滞在中のマーク・ヴァンデハイ宇宙飛行士（KG5GNP）との交信に成功[3]。
- 2017年(平成29年)　- 創立70周年を迎える。
- 2020年 (令和2年) - 新型コロナウイルス感染症 (COVID-19) の影響により、体育祭・合唱祭・宿泊研修・職業体験などが中止。
  - 12月14, 15日 - 3年生の修学旅行先が新型コロナウイルス感染症 (COVID-19)  の影響により、三重県に変更。
  - 12月9日- 初めて本校の生徒 (1名) で新型コロナウイルスの感染が確認されたため、2日間の臨時休校。
  - 2021年 (令和3年) - 学年別体育祭を実施。

## 部活動
- 野球部
- バレーボール部
- バスケットボール部
- ソフトテニス部
- 剣道部
- ホッケー部
- 陸上部
- ハンドボール部
- 美術部
- 吹奏楽部
- 情報科学部
- バドミントン部
- 卓球部

## 校外組織
- 校外生活委員会
- 学年・学級委員会
- 広報委員会
- 研修委員会
- おやじの会
- ふれこみ隊（生徒）

## 進学前小学校[4]
- 那加第一小学校
- 那加第三小学校

## 周辺施設
- 各務原市役所
- 那加幼稚園
- ひよし幼稚園
- 各務原市産業文化センター
- 岐阜県立各務原西高等学校
- 各務原市民公園
- 新境川
- 各務原市立中央図書館
- 各務原市立那加第二小学校
- 各務原市立那加第三小学校
- 中部学院大学各務原キャンパス
- 各務原市立各務原特別支援学校
- 各務原市総合体育館
- 各務原市医師会准看護学校
- 各務原勤労会館
- 名古屋鉄道各務原線市民公園前駅、新那加駅
- JR高山本線那加駅
- 那加福祉センター
- 那加南福祉センター
- 大信寺
- 神明神社
- 螢雪ゼミナール 小学部 那加校

## 他機関との関係
- 各務原市立那加第一小学校 - 校区交流など
- 岐阜聖徳学園大学（岐阜市） - 教育実習生の派遣など
- 岐阜大学（岐阜市） - 教育実習生の派遣など
- 東海学院大学 - スポーツ交流など
- 少年自然の家 - 一年生の宿泊研修など
- 名鉄各務原線各駅 - 職業研修や宿泊研修など
- 福井県小浜市阿納 - 2年生の宿泊研修

## 出身有名人
- 登龍亭幸福 - 落語家[5]
- 上原彩子 - ピアニスト

## アクセス
- 各務原市ふれあいバス 那加線「那加中学校前」バス停下車
- 名古屋鉄道各務原線市民公園前駅より徒歩5分、新那加駅より徒歩10分
- JR高山本線那加駅より徒歩8分